# جسیکا گادیرووا
جسیکا گادیرووا (انگلیسی: Jessica Gadirova؛ زادهٔ ۳ اکتبر ۲۰۰۴) ژیمناست زن اهل بریتانیا است.